# Trochosa semoni
Trochosa semoni là một loài nhện trong họ Lycosidae.
Loài này thuộc chi Trochosa. Trochosa semoni được Eugène Simon miêu tả năm 1896.